# LG GD880
LG Mini (LG GD880) — стільниковий телефон компанії LG Electronics, випущений у 2010 році, перший у світі телефон з підтримкою сервісу 3-Way Sync . У той час був найтоншим і найлегшим сенсорним телефоном з 3,2-дюймовим екраном .
Вперше пристрій було представлено на міжнародній виставці мобільних технологій Mobile World Congress (MWC) у Барселоні .

## Короткий опис
Телефон виконаний у тонкому класичному корпусі; практично всю фронтальну панель пристрою займає 3,2-дюймовий сенсорний екран з «кінематографічним» співвідношенням сторін 16:9. Жодних кнопок на полірованій поверхні телефона немає — всі операції відбуваються за допомогою сенсорного екрана, який виконаний за ємкісною технологією і захищений спеціальним покриттям, що перешкоджає появі подряпин .
У цій моделі використовується спрощена версія інтерфейсу S-class, що має три екрани, які можна налаштовувати — при перегортанні пальцем вони забезпечують швидкий доступ до всіх функцій телефона безпосередньо з робочого столу. Переміщатися між екранами в одному напрямку можна нескінченно, як по колу, при цьому спеціальна відмітка під службовим рядком показує, на якому з робочих столів користувач знаходиться у даний момент. У нижній частині екрана розташовані ярлики швидкого доступу до налаштувань, адресної книги, повідомлень та дзвінків. На кожний з робочих столів можна додавати іконки трьох типів: віджети, закладки браузера та ярлики додатків .
Апарат оснащений 5-мегапіксельною камерою з функцією розпізнавання осіб, відзняті фото- і відеофайли можна одночасно завантажувати за допомогою бездротового каналу на кілька соціальних мереж. Телефон підтримує стандарт бездротового зв'язку HSDPA і бездротовий протокол Wi-Fi та дозволяє переглядати вебсторінки зі швидкістю 7,2 Мбіт, а також керувати кількома обліковими записами за допомогою функції SNS.
LG Mini підтримує сервіс 3-Way Sync, який раніше використовувався тільки у смартфонах . Ця мобільна технологія дозволяє синхронізувати дані з мобільного пристрою та комп'ютера за допомогою браузера, який забезпечує постійний доступ до фотографій, відеокліпів, календаря та телефонної книги з будь-якого з цих пристроїв. У LG Mini цей сервіс називається LG Air Sync і дозволяє працювати з інформацією у трьох напрямках:
- функція синхронізації історії оновлює браузер телефону згідно з останніми 100 вебсайтами, які користувач відвідав на ПК.
- функція управління персональною інформацією передає контактну інформацію та щоденні записи з телефона на комп'ютер.
- функція R-Click дозволяє миттєво передавати фотографії та іншу інформацію з домашнього комп'ютера на LG Mini.

Компанія LG Electronics присвятила випуску LG Mini серію заходів, які провела у рамках виставки Mobile World Congress у Барселоні 15-18 лютого.

## Можливості та характеристики
| Технічні характеристики                  | Технічні характеристики |
| ---------------------------------------- | --- |
| Частотний діапазон                       | Мережі GSM 850/900/1800/1900 |
| Розмір                                   | 102x47.6x10.6 мм |
| Вага з акумулятором                      | 99 г |
| Ємність стандартного акумулятора         | Li-Ion Inner Pack, 900мАг |
| Дисплей                                  | 3,2 дюйми, FWVGA hybrid LCD, 480 x 854 точок |
| Камера                                   | 5 Мп, автофокус, функція розпізнавання осіб, стабілізація зображення                                                                                          |
| Запис відео                              | так |
| Вбудована пам'ять                        | 100 МБ |
| Зовнішня пам'ять                         | MicroSD, до 32 ГБ |
| Повідомлення та комунікаційні можливості | |
| Підтримка SMS                            | так |
| Підтримка MMS                            | так |
| Підтримка E-mail                         | так |
| WAP                                      | 2.0 |
| GPRS                                     | Class 10 |
| EDGE                                     | Class 10 |
| USB                                      | 2.0 |
| Bluetooth                                | 2.1 |
| Wi-Fi                                    | так |
| Інші функції                             | |
| Вбудована телефонна книга                | 1000 контактів |
| Організатор                              | так |
| Будильник                                | так |
| Синхронізація з ПК                       | PC Sync 2.0 |
| Вібродзвінок                             | так |
| Гучний зв'язок                           | так |
| Вбудовані ігри                           | так |
| Підтримка JAVA                           | 2.1 |
| Абонентські групи                        | так |
| Вбудований аудіо плеєр                   | так (MP3, AAC, AAC+, AAC++, WAV) |
| Вбудований відео плеєр                   | MPEG4, H.263 |
| FM-радіо                                 | так |
| Dolby Mobile                             | так |
| A-GPS                                    | так |
| Перегляд документів                      | PDF, DOC, PPT, XLS, TXT |
| Встановлені програми                     | Сервіси Яндексу (Пошук, Пошта, Карти, Телепрограма, Погода), додатки Яндексу (Я.Онлайн, Карти, Метро), додаток Social networking (Myspace, Twitter, Facebook) |